# 住吉神社 (宇土市)
住吉神社（すみよしじんじゃ）は、熊本県宇土市住吉町住吉自然公園にある神社。旧社格は県社。

## 由緒
延久3年（1071年）、肥後国司菊池則隆が、摂津住吉宮の分霊を勧招し、海上安全の守護神として創建したという。菊池氏により手厚い保護を受けたが、戦国時代に社殿は失われた。寛文13年（1673年）、熊本藩主・細川綱利により、現在地に再建された。
以後、肥後三大社として細川家代々の崇拝を受けた。熊本藩主の参勤交代などの航路のため、また地域の海上安全のため神明の加護を祈願した。雨乞い祈祷などの記録もある。熊本藩第4代藩主・細川宣紀が奉納した高灯籠は、日本最古の灯台であると言われており、後々まで、島原湾の航海安全に大きく寄与した。
細川宣紀は「住吉の神捨てずば沖津船 なぎさに寄せよ八重の潮風」という歌を、住吉大神に詠んでいる。

## ドリュー祭

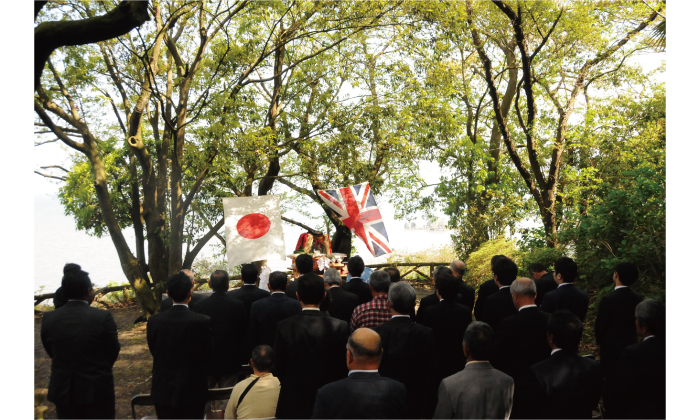
ドリュー祭（ドゥルー祭）

海苔養殖の人工採苗の開発に貢献したキャスリーン・メアリー・ドリュー＝ベーカーを顕彰するため、1963年に有明海の海苔養殖業者が寄付を募り、住吉神社に顕彰碑を建立した。
毎年4月14日にドリュー祭（ドゥルー祭）が開かれている。

## 祭神
- 底筒之男命・中筒之男命・表筒之男命
- 神功皇后

## 所在地
- 熊本県宇土市住吉町2067

## 交通
- JR九州三角線 住吉駅より徒歩15分（1.2㎞）
- JR九州鹿児島本線宇土駅から九州産交バス三角ゆきに乗車し「住吉宮の前」下車、徒歩約5分（420m）
- 九州自動車道松橋インターチェンジから15㎞。

## 周辺
- 風流島
- 緑川